# Ebelsbach
Ebelsbach è un comune tedesco di 3 715 abitanti, situato nel Land della Baviera.